# Astragalus dietrichii
Astragalus dietrichii là một loài thực vật có hoa trong họ Đậu. Loài này được Kirchhoff miêu tả khoa học đầu tiên.